# Савельев, Константин Сергеевич
Константин Сергеевич Савельев (род. 3 июня 1952) — российский политический деятель, депутат Государственной думы второго созыва

## Биография
окончил Московскую ВПШ; перед избранием в Государственную Думу работал помощником машиниста локомотивного депо «Ожерелье» Московской железной дороги.
В декабре 1995 г. был избран в Государственную Думу РФ по списку партии «Коммунистическая партия Российской Федерации», был членом фракции КПРФ, членом Комитета по туризму и спорту.